# Anatolij Błatow
Anatolij Iwanowicz Błatow (Iwanow) (ros. Анато́лий Ива́нович Бла́тов (Иванов), ur. 11 lipca 1914 w Moskwie, zm. 1 października 1988) – radziecki polityk, działacz partyjny i dyplomata.

## Życiorys
Od 1940 członek WKP(b), 1940 ukończył Dniepropetrowski Instytut Inżynierów Transportu Kolejowego, a 1945 Wyższą Szkołę Partyjną przy KC WKP(b), później pracował jako wykładowca, następnie dyplomata. Od 1968 pracownik aparatu KC KPZR, zastępca kierownika wydziału KC KPZR, 1972–1982 pomocnik sekretarza generalnego KC KPZR Leonida Breżniewa, od 26 lutego 1985 do śmierci ambasador ZSRR w Holandii. 1976-1981 członek Centralnej Komisji Rewizyjnej KPZR. Deputowany do Rady Najwyższej ZSRR 10 kadencji (1979-1984). Laureat Nagrody Państwowej ZSRR (1979). Odznaczony Orderem Lenina. Pochowany na Cmentarzu Kuncewskim w Moskwie.